# Ultra Panavision 70
Ultra Panavision 70 i MGM Camera 65 foren, des del 1957 al 1966 (i fins al 2015), les marques que identificaven a les pel·lícules que s'havien rodat amb lents anamòrfiques de Panavision. La pel·lícula de 70mm s'utilitzva per capturar imatges en aquest procés, tot i que el cel·luloide final preparat per a la projecció comptava amb 5mm més per poder-hi posar so estèreo de 6 pistes. Els formats Ultra Panavision 70 i MGM Camera 65, ambdós panoràmics, es rodaven a 24 fotogrames per segon (Frames per second – fps) amb unes lents anamòrfiques que comprimien la imatge 1,25 vegades respecte la mida original, albergant una relació d'aspecte extremadament ample de 2,76:1.

## Història
Metro-Goldwyn-Mayer (MGM), així com altres estudis de cinema americans, va experimentar amb una ampla varietat de formats panoràmics a finals dels anys 20. L'any 1929, els estudis Fox van introduir el format Fox Grandeur, un sistema que utilitzava un cel·luloide de 70mm d'amplada i tenia una relació d'aspecte de 2,13:1. MGM va patentar els objectius Grandeur i el sistema anomenat “Realife”, tot i que el van abandonar al cap de només dues pel·lícules, Billy the kid (1930) i The great MeadowI (1931). El sistema Grandeur utilitzava perforacions no estàndard, però un altre format desenvolupat durant la mateixa època per Paramount, utilitzava 65mm de film amb perforacions estàndard, amb 5 perforacions per imatge. Tot i que comercialment aquests formats van fracassar comercialment, la mesura de 65 mm i les càmeres construïdes per rodar amb aquesta, van ser fonamentals dues dècades després, ja que van ser usats com a base per al format de 70 mm introduït als anys 50.
L'any 1948, un jutjat suprem dels EUA va obligar les grans productores a desfer-se dels cinemes en la seva propietat. La pèrdua d'aquests cinemes i la pressió competitiva de la televisió va causar una angoixa financera per a molts estudis cinematogràfics estatunidencs. El llançament del Cinerama l'any 1952 va ser una sensació pública que suggeria una manera de retornar els guanys a la indústria després de la crisi financera, però les càmeres eren pesades, ocupaven molt lloc i eren molt difícils d'utilitzar. A part, la instal·lació de projectors Cinerama als cinemes convencionals era molt costosa, ja que el sistema requeria tres projectors, cadascun d'ells a una sala de projecció separada, i a més a més, un sistema Surround de 7 pistes i una pantalla especialment gran i corbada.
MGM, junt amb altres estudis, declaraven que el format Cinerama era massa car per a cinemes convencionals, és per això que alguns dels estudis més importants van començar a treballar amb format panoràmic adaptat per als cinemes existents. L'any 1953, l'estudi va desenvolupar un procés que capturava les imatges de costat en un film estàndard de 35mm. El procés va ser anomenat sota el nom del cap de fotografia de MGM John Arnold, Arnoldscopi. L'Arnoldscopi, molt similar al sistema Vista Vision de Paramount, utilitzava un sistema de 10 perforacions per frame a diferència del sistema de 8 perforacions emprat pel sistema VistaVision. A diferència del sistema Vista Vision, l'Arnoldscopi no es va arribar a comercializtar.
També l'any 1953, CInemaScope va ser introduït per la 20th Century Fox. Degut a la seva compatibilitat amb projectors estàndard de 35 mm, el format CinemaScope va ser comercialment exitós ràpidament i va acabar sent el format que més va durar de la història en la pantalla gran. Tot i això, el format tenia problemes amb la distorsió de la imatge i un excés de gra en aquesta, és per això que l'any 1954, Douglas Shearer, director de rodatges a MGM, va contactar amb Robert Gottschalk, president de Panavision, amb una proposta per al desenvolupament d'un nou format fotogràfic per a la pantalla panoràmica. Shearer va encomanar a Panavision el desenvolupament d'un sistema que retingués el format panoràmic en un cel·luloide de 65mm o en un de 70mm per tal d'eliminar els efectes de distorsió de la imatge i permetre un canvi al format de 35mm d'alta qualitat. L'èxit del format VistaVision de Paramount l'any 1956 va convèncer a MGM per no desenvolupar un sistema propi i en comptes d'això, agafar el sistema CinemaScope de Fox i millorar-lo.
Les càmeres que es van utilitzar per rodar en aquest nou format, no eren noves, solien ser càmeres Mitchell de 65mm construïdes per al fallit format de 65mm un quart de segle abans. Panavision i la companyia Mitchell Camera van reconfigurar aquestes càmeres per tal de complir amb les especificacions que MGM demanava. Panavision va crear noves òptiques anamòrfiques molt diferents de les òptiques CinemaScope. El principal problema amb aquestes noves lents era que el que estava al centre del quadre solia quedar més ample que la realitat i es notava sobretot a plans curts. Aquest problema es va solucionar posant una òptica diòptrica muntada davant la lent anamòrfica, però aquesta correcció, alhora creava problemes amb la distància focal, un problema que requeria una major intensitat lumínica al set a part d'altres inconvenients. Per resoldre el problema, Panavision va crear les noves òptiques “Panatar”, les quals estaven formades a partir de dos prismes disposats en angles concrets per reduir la distorsió a les òptiques anamòrfiques de 70mm. A part de resoldre el problema de la distorsió, les òptiques Panatar suposaven una càmera més manejable, que enfocava millor i que necessitava menys llum. Aquest nou format de MGM va ser anomenat “MGM Camera 65”. Estava dotat d'un cel·luloide de 70mm, 65 dels quals anaven dedicats al vídeo i els 5 restants estaven dedicats a un àudio de sis pistes. Per raons comercials, Panavision va canviar el nom del procés a Ultra Panavision l'any 1960. També es va desenvolupar el format Super Panavision 70, un format de 70mm no anamòrfic.

### Diferències amb Todd-AO
Les lents i càmeres Ultra Panavision 70 i MGM Camera 65 eren similars a la versió del 1955 del procés fotogràfic Todd-AO de 65 mm. Tot i això, el sistema Todd-AO es va disparar a 30 fotogrames per segon (fps), mentre que Ultra Panavision 70 i MGM Camera 65 utilitzaven el estàndard de la indústria de 24 fps. A més, mentre que el procés original de Todd-AO incloïa l'ús d'una pantalla molt corba similar a la utilitzada per a Cinerama, Ultra Panavision 70/Camera 65 va ser destinada a la projecció en una pantalla plana. Finalment, Ultra Panavision 70/Camera 65 va comprimir la imatge de forma anamorística 1.25 vegades, produint una relació d'aspecte de 2.76:1 (quan es va utilitzar una impressió de projecció de 70 mm), mentre que Todd-AO va utilitzar lents esfèriques que proporcionaven una relació d'aspecte de 2.20:1.

## Pel·lícules
Les següents pel·lícules van ser rodades amb camera 65 o bé Ultra Panavision 70:
- Raintree County (1957) – atribuïda com a MGM camera 65.
- Ben-Hur (1959) – atribuïda com a MGM camera 65.
- La conquesta de l'Oest (1962) – algunes escenes en format Ultra Panavision.
- Rebel·lió a bord (1962) – atribuïda com a Ultra Panavision.
- It's a Mad, Mad, Mad, Mad World (1963) – filmada en Ultra Panavision. Projectada utilitzant el sistema Cinerama d'un sol projector.
- The Fall of the Roman Empire (1964) – atribuïda com a Ultra Panavision.
- The Greatest Story Ever Told (1965) – filmada en Ultra Panavision. Originalment projectada utilitzant el sistema Cinerama d'un sol projector.
- The Hallelujah Trail (1965) – filmada en Ultra Panavision. Originalment projectada utilitzant el sistema Cinerama d'un sol projector.
- Battle of the Bulge (1965) – filmada en Ultra Panavision. Originalment projectada utilitzant el sistema Cinerama d'un sol projector.
- Khartoum (1966) – filmada en Ultra Panavision. Originalment projectada utilitzant el sistema Cinerama d'un sol projector.
- The Hateful Eight (2015) – Dirigida per Quentin Tarantino, primer pel·lícula rodada en aquests procés des de Khartoum. FIlmada en Ultra Panavision 70 i projectada en el sistema Cinerama d'un sol projector a alguns cinemes.
- Rogue One: A Star Wars Story (2016) – Dirigida per gareth Edwards, filmada amb la càmera digital Arri Alexa 65 amb lents Ultra Panavision 70.

Algunes fonts afirmen que The Big Fisherman (1959) va ser filmada en format Ultra Panavision, tot i això, l'empresa Panavision afirma que la pel·lícula va ser rodada en Super Panavision 70.